# Toni Carabillo
Toni Carabillo (Nova Iorque, 26 de março de 1926 - Los Angeles, 28 de outubro de 1997) foi uma historiadora e documentarista focada no movimento feminista dos Estados Unidos. Também foi designer gráfica e atuou como líder feminista; cofundadora da Feminist Majority, uma organização nacional que incentivava o empoderamento feminino, onde foi vice-presidente nacional.

## Biografia
Nasceu no dia 26 de março de 1926, na cidade de Nova Iorque, como Virginia Anne Carabillo, filha de Anne Woods e Anthony Carabillo. Na adolescência, recebeu o apelido de Toni. Estudou Inglês e Literatura Americana na Middlebury College, onde obteve seu bacharelado com honras em 1948; e em 1949, estudou na Teachers College (formação para professores) da Universidade Columbia. Após sua graduação, trabalhou como Relações Públicas para a Vassar College e para Daystrom Electrie Corporation, entre os anos de 1949 e 1959. Em 1959, mudou-se para o sul da California, onde passou a trabalhar para a System Development Corporation; devido a sua insatisfação com a discriminação de gênero na empresa, saiu da corporação. Se tornou membro da National Organization for Women (NOW) em 1966; no ano seguinte, tornou-se membro fundador da unidade da NOW do sul da Califórnia, onde trabalhou atuou como correspondente, presidente de relações públicas, presidente do Gabinete do Orador, e dois mandatos como presidente. Em 1969 foi cofundadora, junto com Judith Meuli, da editora Women's Henritage Corporation; e em 1970, fundaram a empresa de artes gráficas Women's Graphic Communications. Cabillo, Meuli, Eleanor Smeal, Peg Yorkin e Katherine Spillar fundaram o Feminist Majority, com Cabillo trabalhando como vice-presidente. Atuou também como historiadora e documentarista do movimento feminista, onde publicou livros e vídeos que abordavam sobre o tema. Faleceu no dia 28 de outubro de 1997, em sua casa na cidade de Los Angeles, devido a um câncer no pulmão.

## Obras
- 1988 - The Feminization of Power (coautora).[1]
- 1993 - Feminist Chronicles, 1953-1993 (coautora).[1]